# Parashqevi Qiriazi
Parashqevi Qiriazi, née le 2 juin 1880, morte en 1970, était une pédagogue albanaise  qui a consacré sa vie à la formalisation de l'alphabet albanais et à l'enseignement de la langue albanaise. Elle est l'unique femme à participer au Congrès de Monastir en 1908, qui a décidé  de la forme de cet alphabet. Elle a également milité pour l'émancipation des femmes. Elle a enfin participé à la Conférence de paix de Paris (1919), y défendant l'intérêt d'une nation albanaise. Elle est la sœur de Sevasti Qiriazi, qui a fondé la première école pour femmes en Albanie, en 1891.

## Biographie
Parashqevi Qiriazi est née à Bitola (anciennement Monastir), dans le vilayet de Monastir, dans l'Empire ottoman (aujourd'hui en Macédoine du Nord). Âgée à peine de 11 ans, elle aide son frère Gjerasim Qiriazi et sa sœur Sevasti Qiriazi à fonder la première école albanaise pour fille,, qui ouvre le 15 octobre 1891,,.
Elle étudie ensuite au Robert College, un collège américain d'Istanbul. Son diplôme obtenu, elle revient travailler à  Korçë comme enseignante avec sa sœur, dans la première école albanaise qui ait été créée (en 1887).
En 1908, elle est la seule femme à participer au Congrès de Monastir. Ce congrès a décidé notamment de l'emploi de l'alphabet latin pour l'albanais écrit, et est à ce titre qualifié quelquefois de Congrès de l'alphabet. En 1909, elle publie un abécédaire destiné aux écoles élémentaires. Bien que le Congrès de Monastir ait institué, dans le détail, l'alphabet définitivement retenu, deux versions de l'alphabet sont encore présentes dans cet abécédaire, ce qui montre la fragilité du consensus.
Elle est également connue pour avoir organisé ensuite l'enseignement pour les enfants et les écoles du soir dans d'autres villages du sud de l'Albanie et avoir contribué à l'organisation de bibliothèques locales. Elle contribue à la création d'une association pour l'émancipation des femmes, Yll' i Mëngjesit (L'étoile du matin), en 1909, et d'un magazine du même nom.
En 1914, elle quitte l'Albanie pour la Roumanie avec sa sœur, à la suite de l'occupation grecque. Elle s'exile aux États-Unis, continue à y publier la revue Yll' i Mëngjesit, et y devient un membre de la communauté albano-américaine, au nom de laquelle elle participe à la Conférence de paix de Paris en 1919 pour représenter les droits des Albanais. Elle milite en faveur de la reconnaissance de la nation albanaise, refusant tout protectorat sur son pays (L'Italie en particulier espérait se voir confier un mandat sur ce pays),.
En 1921, Parashqevi revient en Albanie, reconnu comme un pays à part entière. Elle y suit avec intérêt les développements politiques dans le nouvel État albanais, et reprend, en coopération avec sa sœur Sevasti, et son beau-frère Kristo Dako, son action militante pour l'émancipation des femmes. Le 1er septembre 1928, le président de la République albanaise se fait couronner roi des Albanais sous le nom de Zog Ier. En octobre 1928, à l'initiative du ministère de l'intérieur albanais, l'organisation Shqiptarja (La femme albanaise) est fondée à Tirana, avec pour objectif de se démultiplier dans tout le pays et au sein de la diaspora. Cet organisme est créé sous le patronage de la Reine Mère, et de la sœur du roi. Il vise à promouvoir l'éducation, l'hygiène, les activités de bienfaisance, et élever le niveau culturel des femmes albanaises .
Parashqevi adopte une position antifasciste très ferme durant toute la Seconde Guerre mondiale. Le conflit commence en Albanie dès le mois avril 1939 avec l'invasion italienne. Sa sœur et elle sont arrêtées et déportées au Camp de concentration de Banjica près de Belgrade par les unités pro-nazis dirigés par Xhaferr Deva.
Elles survivent et reviennent à Tirana après la guerre. Mais les deux sœurs sont mises délibérément à l'écart par le nouveau régime communiste mis en place par Enver Hoxha, en raison du rôle politique passé de Kristo Dako, au sein du régime monarchique albanais. Les enfants de sa sœur sont emprisonnés et l'un d'eux meurt durant sa rétention.
Grâce aux efforts déployés par quelques amis, proches du nouveau pouvoir, tels que le professeur Skënder Luarasi et une intervention ultérieure de Vito Kapo, les deux sœurs sont réhabilités partiellement plusieurs années après. La réhabilitation réelle ne vient cependant qu'après la mort d'Enver Hoxha. Parashqevi meurt à Tirana en 1970.